# Melipotis limitata
Melipotis limitata är en fjärilsart som beskrevs av Heinrich Benno Möschler 1886. Melipotis limitata ingår i släktet Melipotis och familjen nattflyn. Inga underarter finns listade i Catalogue of Life.